# ۲۰۰۴ تی‌جی۱۰
۲۰۰۴ تی‌جی۱۰ (انگلیسی: 2004 TG10) یک سیارک غیرعادی است که به عنوان جرم نزدیک به زمین و سیارک بالقوه خطرناک از گروه آپولو طبقه‌بندی می‌شود. این سیارک نخستین بار توسط پروژه نقشه‌بردار آسمان دیده‌بان‌فضا در ۸ اکتبر ۲۰۰۴ مشاهده و کشف شد، ممکن است قطعه‌ای از دنباله‌دار آنکه باشد و منشأ بارش شهابی Taurids شمالی باشد که سالانه در نوامبر مشاهده می‌شود و بتا Taurids ژوئن این سیارک ممکن است بزرگتر از یک کیلومتر قطر داشته باشد.

## مدار
۲۰۰۴ تی‌جی۱۰ هر ۳ سال و ۴ ماه (۱۲۲۰ روز) یک بار در فاصلهٔ ۰٫۳–۴٫۲ یکای نجومی به دور خورشید می‌چرخد. مدار آن نسبت به دایره البروج دارای خروج از مرکز ۰٫۸۶ و میل ۴ درجه است.
حداقل فاصله تقاطع مداری زمین ۰٫۰۲۲۵ یکای نجومی (۳۳۷۰۰۰۰ کیلومتر) است که مربوط به ۸٫۸ فاصله ی قمری است.

## مشخصات فیزیکی
بر اساس بررسی انجام شده توسط مأموریت نئووایز از کاوشگر میدان گسترده فروسرخ ناسا، قطر این سیارک ۱٫۳۱۶ کیلومتر است و سطح آن دارای آلبدو بسیار کم ۰٫۰۱۸ است، در حالی که پوروبکن قطر آن را ۳۵۰ تا ۷۸۰ متر تخمین زده است. بر اساس آلبدوی ۰٫۲۵ تا ۰٫۰۵ است که معمولاً اکثر سیارک‌های نوع S و C را پوشش می‌دهد.